# Pradalunga
Pradalunga (lombardul: Pradalónga) település Olaszországban, Lombardia régióban, Bergamo megyében. Lakosainak száma 4530 fő (2023. január 1.). Pradalunga Nembro, Cenate Sopra, Albino és Scanzorosciate községekkel határos.

## Népesség
A település lakossága az elmúlt években az alábbi módon változott:
| Lakosok száma | 4707 | 4674 | 4530 |
|               | 2017 | 2018 | 2023 |